# Gone Girl (Iann Dior)
Gone Girl è un singolo del rapper statunitense Iann Dior, pubblicato a luglio 2019.

## Tracce
1. Gone Girl – 2:16